# احمد دیدات
احمد حسین دیدات (۱ ژوئیه ۱۹۱۸ – ۸ اوت ۲۰۰۵)، یک نویسندهٔ مسلمان و سخنران عمومی از هندیان آفریقای جنوبی بود. او بیشتر به دلیل بحث‌های عمومی بین‌مذهبی با مسیحیان انجیلی، و نیز سخنرانی‌های ویدئویی پیشرو که بیش‌ترشان حول اسلام، مسیحیت و اناجیل بود، شناخته شده‌است.
وی همچنین IPCI را تأسیس کرد که یک سازمان تبلیغات اسلامی بین‌المللی است، و جزوات گوناگونی در اسلام و مسیحیت نوشت که به‌صورت گسترده توسط سازمان توزیع می‌شدند. در سال ۱۹۸۶ میلادی به پاس ۵۰ سال کار تبلیغی جایزهٔ شاه فیصل را دریافت کرد.
یکی از تمرکزهای آثار او، ارائهٔ ابزار کلامی برای مسلمانان به‌منظور دفاع از خود در برابر تبلیغات فعالانهٔ مبلغان مسیحی بود. او از زبان انگلیسی برای انتقال پیامش به مسلمانان و غیرمسلمانان کشورهای غربی استفاده می‌کرد.